# U-21 (1936)
U-21 – niemiecki okręt podwodny (U-Boot) typu II B z okresu II wojny światowej. Okręt wszedł do służby w 1936 roku. Wybrani dowódcy: Kptlt. Fritz Frauenheim, Oblt. Hans Heidtmann. 

## Historia
Służył do czerwca 1940 roku w 1. Flotylli U-Bootów. W czasie II wojny światowej odbył 7 patroli bojowych, podczas których zatopił sześć nieprzyjacielskich jednostek o łącznej pojemności 10 706 BRT i jeden okręt pomocniczy (605 t). 
W tym, 4/5 listopada 1939 ustawił zagrodę minową z 9 min magnetycznych TMB w zatoce Firth of Forth, na której zatonęły w kolejnych miesiącach stawiacz sieci HMS „Bayonet” i statek „Royal Archer” (2266 BRT). 21 listopada 1939 roku na minie postawionej przez U-21 został ciężko uszkodzony nowy brytyjski krążownik lekki HMS „Belfast”, co wyeliminowało go ze służby prawie na trzy lata. 
26 marca 1940 roku z powodu błędu nawigacyjnego U-21 wszedł na mieliznę w pobliżu Mandal i został internowany przez władze norweskie w bazie Marvika koło Kristiansandu aż do momentu niemieckiej inwazji 9 kwietnia. W lipcu 1940 roku przeniesiony do 21. Flotylli w Piławie jako okręt szkolny. Wycofany ze służby 5 sierpnia 1944 roku, służył jako magazyn części zapasowych; złomowany w lutym 1945 roku.